# Baïji
Ne doit pas être confondu avec Baiji.
Baïji ou Baïdja. est une ville de l'Irak dans la province de Salah ad-Din dans la zone appelée le triangle sunnite. Elle se situe à proximité d'une importante raffinerie éponyme.